# Filmwijk

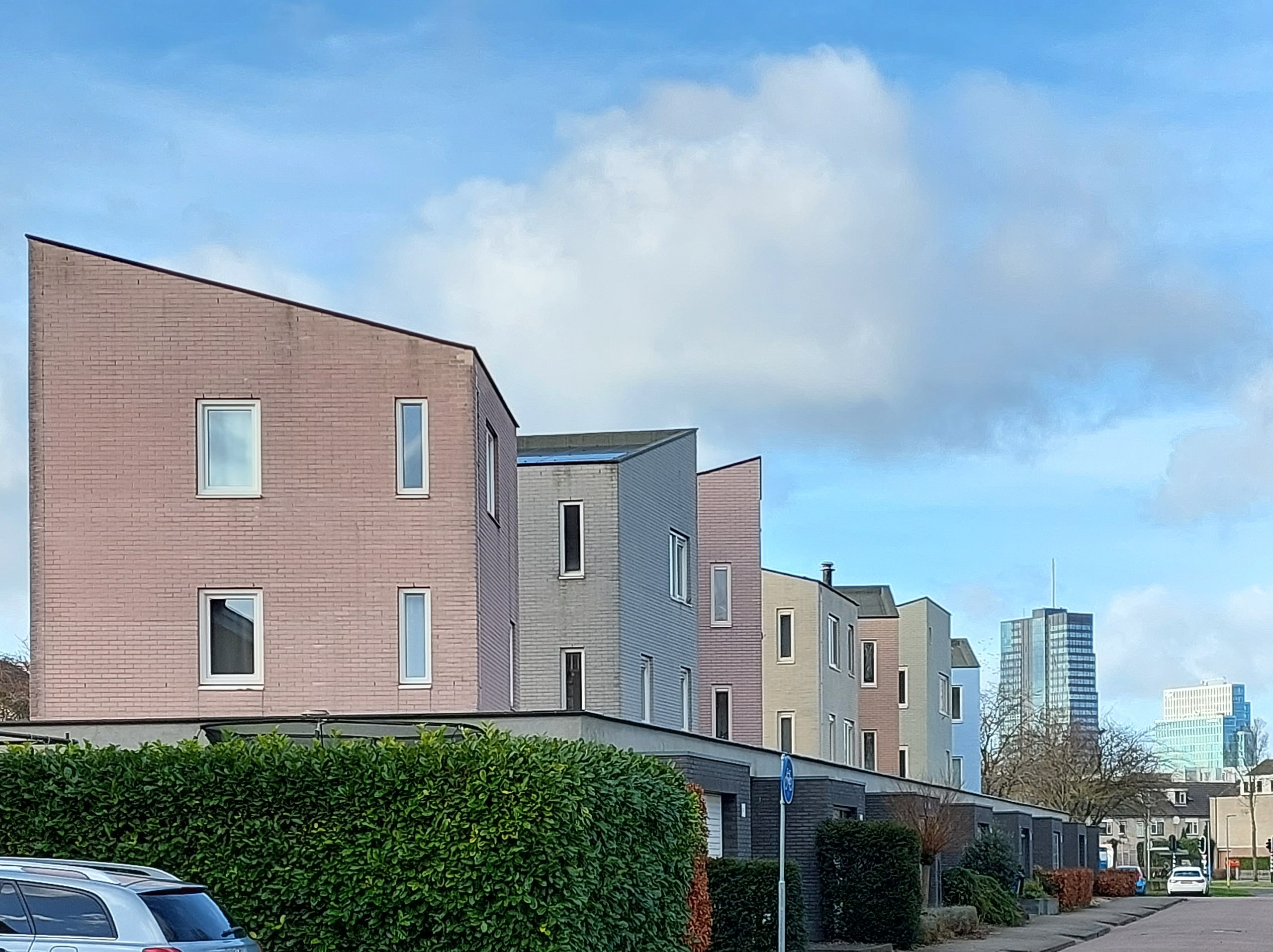
Woningen in de Filmwijk van architect Fons Verheijen

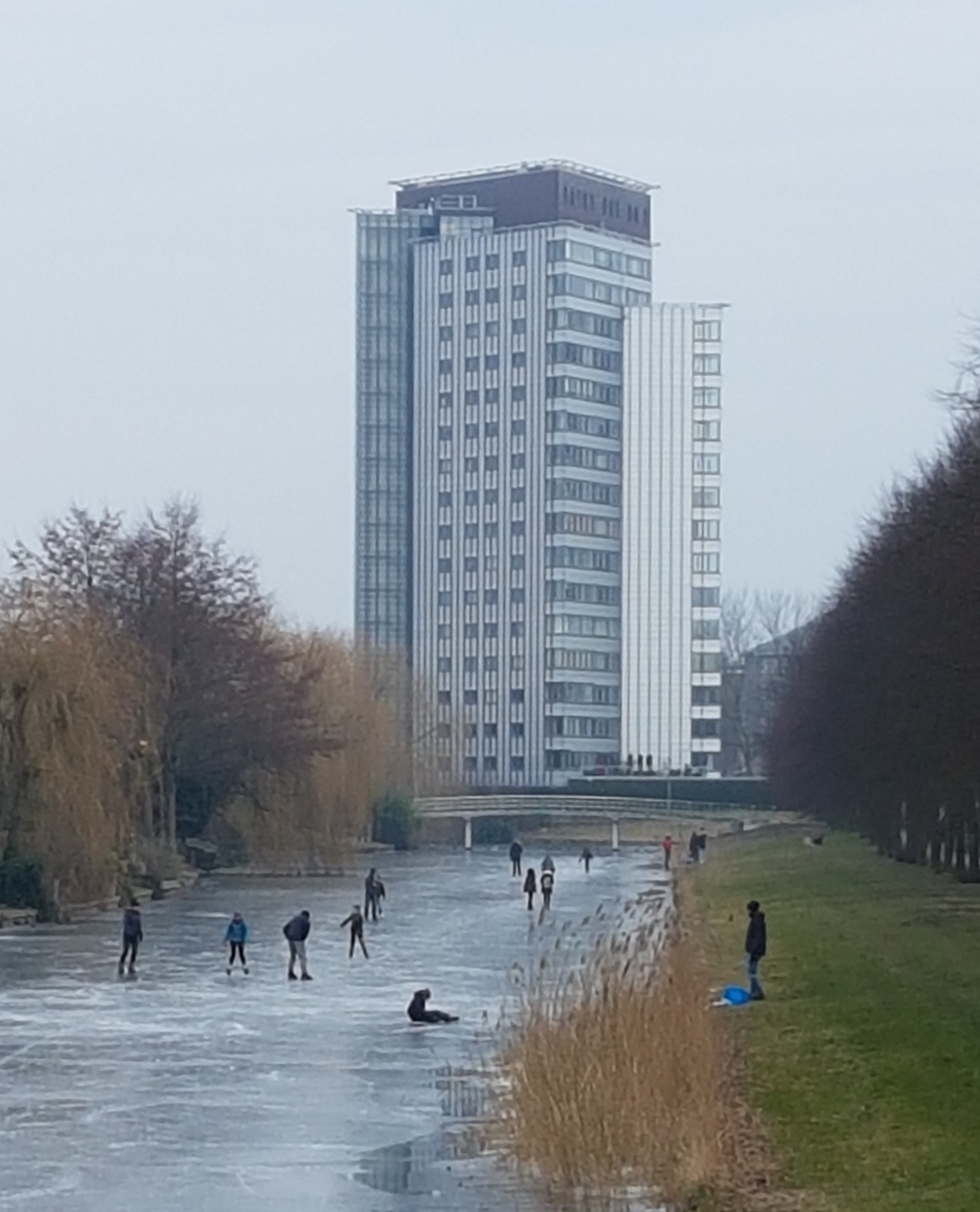
Woontoren Tourmaline van architect Rudy Uytenhaak

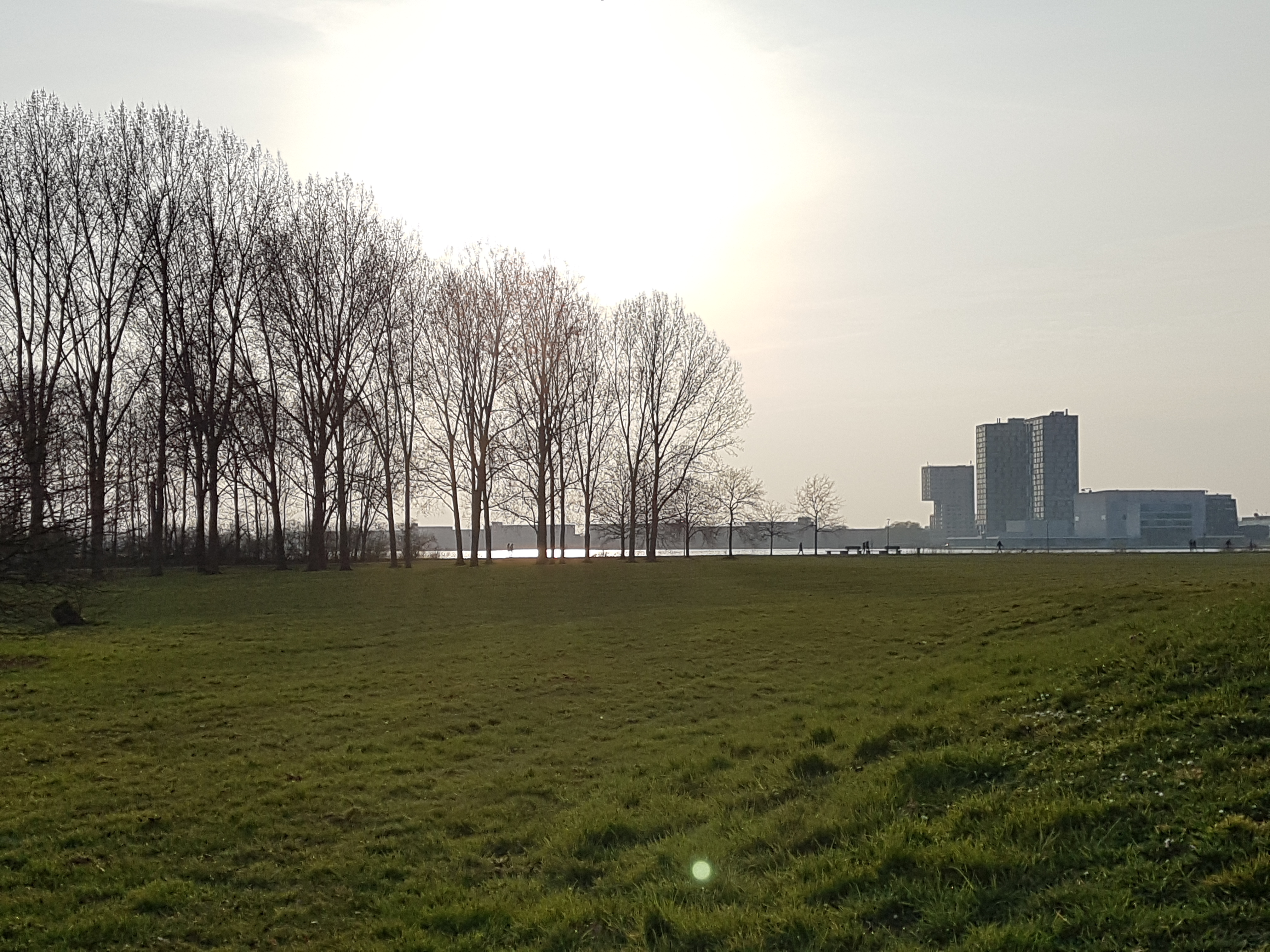
Lumièrepark

Filmwijk is een wijk in de Nederlandse stad Almere, gelegen in het stadsdeel Almere Stad Oost. De woningen in deze wijk werden voornamelijk tussen 1992 en 1996 opgeleverd.
Op 1 januari 2023 telde de wijk 10.450 inwoners, verdeeld over 4.483 woningen, op een oppervlakte van 2,12 km².

## Ligging
De Filmwijk is ongeveer 600 meter breed en 2.500 meter lang. De wijk wordt aan de westzijde afgebakend door het Weerwater en Almere-Centrum, aan de noordzijde door de spoorlijn Weesp - Lelystad, aan de oostzijde door de Veluwedreef en aan de zuidzijde door het bedrijventerrein Veluwsekant. Het wordt omgeven door de wijken Centrum, Verzetswijk, Parkwijk en Danswijk. In 2021 werd de Weerwaterbrug geopend, een verbinding van de Filmwijk met het terrein van de Floriade 2022 en de op dat terrein geplande wijk Hortus.
De busbaan, die over de lengte van de wijk loopt, is in het midden gelegen. De Veluwedreef en Cinemadreef zijn de belangrijkste ontsluitingswegen. De Veluwedreef is aangesloten op de snelweg A6.
Zowel aan de oost- als aan de westzijde van de buurt ligt een groenzone. De zone aan de oostkant, gevormd door het Ebenezer Howardpark en het Laterna-Magikapark, bevat een aantal openbare gebouwen en voorzieningen. Door deze zone lopen van west naar oost een aantal uitvalswegen van de Filmwijk, aangesloten op de Veluwedreef die in deze zone van noord naar zuid loopt. Dwars door de wijk loopt de hoogspanningsleiding Noord-West 380 kV van TenneT.

## Historie
De plannen voor bebouwing van de grond oostelijk van Almere-Centrum ontstonden in de jaren tachtig. Bij de kandidaatstelling van Amsterdam voor de Olympische Zomerspelen 1992 was op de plek van de huidige Filmwijk een olympisch dorp bedacht, met 2470 woningen. Nadat Amsterdam de toewijzing van de Olympische Spelen had misgelopen, werd de ontwikkeling van dit gebied uitgesteld.
In het kader van de BouwRAI 1992, georganiseerd door de Nationale Woningraad en de RAI, werd onder de titel "Grensverleggend Bouwen" in 1991 begonnen met de ontwikkeling van de Filmwijk. Deze buitenexpositie van nieuwe woningen vond plaats in het gebied direct ten oosten van Almere-Centrum. In een halve-cirkelvorm rond het huidige Greta Garboplantsoen konden architecten en bouwondernemingen hun visie op de toekomst exposeren. In totaal werden 38 vernieuwende bouwprojecten met 588 woningen, een school en een gezondheidscentrum ingericht. Aan de ontwikkeling van dit gebied werd meegewerkt door architecten als Aldo van Eyck, Herman Hertzberger, Wim Quist, Wiek Röling, Fons Verheijen en Kees Rijnboutt. Zo was Van Eyck verantwoordelijk voor het paarse gebouw van het gezondheidscentrum Filmwijk.
Nadat Filmwijk-Noord klaar was, werd rond 1995 gestart met de ontwikkeling en bebouwing van Filmwijk-Zuid. Na de voltooiing van dit gedeelte vonden er nog enkele kleinere bouwprojecten plaats. Rond 2000 kwam de villabuurt Parc Domenica, bestaande uit het Bert Haanstrahof en het Ed van der Elskenhof, gereed. Een door Rudy Uytenhaak ontworpen appartementencomplex van 18 bouwlagen aan de Fellinilaan werd in 2001 opgeleverd.

## Straatnamen
De straten en parken in Filmwijk zijn vernoemd naar personen en begrippen met een link naar de filmindustrie. Dit zijn vooral beroemde acteurs en filmmakers.
Acteurs:
Bud Abbott, Peggy Ashcroft, Lucille Ball, Ingrid Bergman, Humphrey Bogart, Annie Bos, Charles Boyer, Richard Burton, Charlie Chaplin, Lou Costello, Bette Davis, James Dean, Marlene Dietrich, Marty Feldman, Fernandel, Henry Fonda, George Formby, Louis de Funès, Jean Gabin, Clark Gable, Greta Garbo, Judy Garland, John Gielgud, Oliver Hardy, Rex Harrison, Audrey Hepburn, Danny Kaye, Buster Keaton, Grace Kelly, Stan Laurel, The Marx Brothers, Marilyn Monroe, Jeanne Moreau, David Niven, Laurence Olivier, Gérard Philipe, Edward G. Robinson, Heinz Rühmann, Romy Schneider, Peter Sellers, Simone Signoret, James Stewart, Ben Turpin en Natalie Wood.
Regisseurs:
Alex Benno, Maurits Binger, Luis Buñuel, Frank Capra, Louis H. Chrispijn, Cecil B. DeMille, Walt Disney, Ed van der Elsken, Rainer Werner Fassbinder, Federico Fellini, John Fernhout, John Ford, Mannus Franken, Bert Haanstra, Jim Henson, Alfred Hitchcock, Joris Ivens, David Lean, Ernst Lubitsch, Vincente Minnelli, Pier Paolo Pasolini, Adriënne Solser, Jacques Tati, François Truffaut, Luchino Visconti, Orson Welles en Pim de Wijs.
Overige personen:
Simon van Collem, Jean Desmet, Gebroeders Lumière, Hal Roach en Max Tak.
Begrippen:
Celluloid, Cinema, Comedy Capers, Diafragma, Hollywood, Laterna-Magika, Odeon, Oscar, Slapstick en Theater Tuschinski.
Het Fongerspad, het Karoenpad, het Spoorbaanpad en het Stadsweteringpad zijn straatnamen zonder een link naar de filmindustrie. In alle gevallen betreft dit fietspaden die doorlopen naar andere wijken van Almere.

## Voorzieningen
Aan het Walt Disneyplantsoen in Filmwijk-Zuid ligt een basisschool, een buurtcentrum en een supermarkt. In het midden van de Filmwijk-Noord ligt een basisschool en een gezondheidscentrum. In het Laterna-Magikapark aan de oostzijde van de wijk ligt de middelbare school Het Baken Park Lyceum (havo/vwo) en een basisschool voor speciaal onderwijs. Aan de Odeonstraat, in de noordwestpunt van de wijk, bevond zich ooit museum De Paviljoens.

## Openbaar vervoer
Filmwijk heeft vier bushaltes: het Greta Garboplantsoen, de Romy Schneiderweg, de Buñuellaan en het Walt Disneyplantsoen. Van de stadsdienst allGo doet alleen lijn M5 al deze haltes aan. Lijnen M7 en M8 komen alleen langs het Greta Garboplantsoen. Al deze lijnen doen de treinstations Almere Centrum en Almere Parkwijk aan. Van januari 2004 tot december 2017 werd het openbaar vervoer in Almere uitgevoerd door Maxx Almere en reden de lijnen 5, 6, 7 en 10 in de Filmwijk.
Lijnen 322 en 330 van R-net komen langs halte Walt Disneyplantsoen en rijden via bedrijventerrein Veluwsekant en busstation ’t Oor naar Amsterdam (en vice versa). Lijn 216 (snelRRReis) gaat van station Almere Centrum naar Zeewolde en Harderwijk (en vice versa) en stopt bij alle haltes in de Filmwijk.

## Trivia
- De televisieserie Nieuwe buren uit 2014 is gefilmd op verschillende locaties in de Filmwijk, waaronder het Ed van der Elskenhof en het Lumièrepark.